# Jugendamt
Das deutsche Jugendamt ist eine Organisationseinheit innerhalb der Kommunalverwaltung, deren rechtliche Grundlagen sich im Achten Buch Sozialgesetzbuch (SGB VIII) – Kinder- und Jugendhilfe – finden.
Gemäß § 69 Abs. 3 SGB VIII muss jeder örtliche Träger der öffentlichen Kinder- und Jugendhilfe ein Jugendamt errichten. Die Träger der öffentlichen Kinder- und Jugendhilfe werden durch Ausführungsgesetze der Länder bestimmt. Bundesweit sind dies in der Regel Landkreise und kreisfreie Städte.

## Geschichte des Jugendamtes

### Ab 1900
Die historische Entwicklung, die zur Errichtung von Jugendämtern führte, setzte um die Wende zum 20. Jahrhundert ein. In dieser Zeit wurden in der Fachöffentlichkeit die Vereinheitlichung der organisatorisch zersplitterten Jugendhilfe sowie die Übernahme staatlicher Verantwortung für die Erziehung der Jugend gefordert. Zur Erreichung dieser Ziele schien ein kommunales Jugendamt die geeignete Organisationsform zu sein. Eine Reihe von Städten begann deshalb bereits zwischen 1900 und 1910, die Aufgaben der öffentlichen Jugendwohlfahrt in einer eigenen kommunalen Behörde zusammenzuführen, so z. B. Hamburg, Dresden, Düsseldorf und Mainz.
Das Reichsjugendwohlfahrtsgesetz (RJWG) griff diese Entwicklungen auf. Es wurde am 14. Juni 1922 verabschiedet und am 9. Juli 1922 im Reichsgesetzblatt verkündet. Zum 1. April 1924 sollte es in Kraft treten. Es sah verbindlich die Einrichtung von Jugendämtern in Gemeinden oder Gemeindeverbänden nach näherer Bestimmung durch die obersten Landesbehörden vor. Ihre Aufgabe waren die allgemeine Förderung der Jugendwohlfahrt (Jugendpflege und Jugendfürsorge), schwerpunktmäßig das Pflegekinderwesen, das Vormundschaftswesen, die Unterstützung hilfsbedürftiger Minderjähriger und die Fürsorgeerziehung. Das Jugendamt war zunächst als eine kollegiale Behörde organisiert, deren stimmberechtigte Mitglieder sich aus den leitenden Beamten und aus in der Jugendwohlfahrt erfahrenen Personen zusammensetzte, die wiederum von den freien Vereinigungen der Jugend- und Wohlfahrtspflege vorgeschlagen wurden. Diese Organisationsform lebt heute in den Jugendhilfeausschüssen weiter. Ferner sah das Gesetz die Einrichtung von Landesjugendämtern sowie eines Reichsjugendamts vor.
Das Gesetz wurde nicht wie vorgesehen umgesetzt, vielmehr wurde im Februar 1924 auf Druck der Länder wegen der inflationsbedingten Krise der öffentlichen Kassen mit der Änderung des Einführungsgesetzes zum RJWG ein Teil der Regelungen schon vor dem Inkrafttreten des Gesetzes wieder außer Kraft gesetzt. Dies betraf sowohl die Errichtung einer durchgängigen Behördenstruktur als auch den Aufgabenbereich. So entfiel vor allem die Verpflichtung zur Schaffung präventiver und jugendpflegerischer Einrichtungen. Wesentliche Grundsätze blieben jedoch erhalten, zum Beispiel die Festschreibung eines Anspruchs auf Erziehung für „jedes deutsche Kind“ (§1 RJWG), die Zusammenführung von Aufgaben der Jugendwohlfahrt sowie die Regelung des Verhältnisses von öffentlicher und freier Jugendhilfe im Sinne der Subsidiarität.

### Nationalsozialismus
Während der Zeit des Nationalsozialismus ab 1933 wurden den Jugendämtern wesentliche Aufgaben entzogen und der Nationalsozialistischen Volkswohlfahrt oder der Hitlerjugend zugewiesen. Erbbiologische und rassehygienische Ausleseverfahren bestimmten die Arbeit dieser Organisationen. Das eigenständige Erziehungsrecht des Kindes galt nicht länger, es wurde durch die „Erziehung zur deutschen Volksgemeinschaft“ ersetzt. Heranwachsende Jungen und Mädchen wurden in der Hitlerjugend bzw. im Bund Deutscher Mädel zwangsorganisiert und damit unter die Kontrolle des Staates gestellt. Ab 1939 wurde die Geschäftsführung der Jugendämter, die nur noch als Rumpfämter existierten, den Bürgermeistern und Landräten übertragen.

### Nach 1945
Nach dem Ende des Zweiten Weltkrieges setzten die westlichen Besatzungsmächte das RJWG in seiner beschränkten Form wieder in Kraft. Von 1947 bis 1953 waren die Jugendämter dem Innenministerium zugeordnet.
1953 wurden mit der Novelle zum RJWG in Westdeutschland wesentliche Bestandteile des 1922 verabschiedeten Gesetzes wieder aufgegriffen und die öffentliche Jugendhilfe wieder in die Selbstverwaltung der Kommunen überführt. Die Einrichtung von Jugendämtern, die seither aus der Jugendamtsverwaltung und dem Jugendhilfeausschuss bestehen, wurde wieder vorgeschrieben.
Im Jahr 1961 kam es zu einer weiteren Novellierung des RJWG, das nun Jugendwohlfahrtsgesetz (JWG) genannt wurde. Die Gesetzesnovelle führte erstmals individuelle Rechtsansprüche auf Leistungen der Jugendhilfe ein und stärkte die Position der freien Träger. In den folgenden Jahrzehnten durchlebte die Jugendhilfe einen Wandel von Social Work zum Social Case Work, was sich auch in den Novellierungen zum heutigen KJHG wiederfindet.

### Heute
Mit dem Inkrafttreten des KJHG (SGB VIII) 1991 wurde die politische und fachliche Kritik an der Kontroll- und Eingriffsorientierung des JWG aufgenommen und ein Leistungsgesetz für Kinder, Jugendliche und ihre Familien geschaffen, das auf Unterstützung und Hilfsangebote setzt. Mit dem Paradigmenwechsel durch das KJHG hat sich die Rolle des Jugendamtes, als Teil der kommunalen Jugendhilfe, deutlich gewandelt. Die Leistungsverpflichtung liegt überwiegend bei den Kommunen; die Angebote sollen im Wesentlichen von den freien Trägern erbracht werden. Das Jugendamt bleibt in seiner Doppelstruktur – bestehend aus Verwaltung und Jugendhilfeausschuss – erhalten.

## Organisation des Jugendamtes
Nicht jedes Jugendamt trägt auch diesen Namen. Viele Kommunalverwaltungen haben ihren Jugendämtern Namen wie „Fachbereich Jugend“ oder „Amt für Kinder, Jugend und Familie“ gegeben oder auch durch Zusammenlegung ein „Amt für Jugend und Soziales“ gegründet. Organisationsstruktur und Aufgaben des Jugendamtes aber bleiben immer gleich, weil sie in einem Bundesgesetz verankert sind.

### Weisungsfreie Pflichtaufgabe der Träger
Die öffentlichen Träger sind verpflichtet ein Jugendamt zu unterhalten. Die Aufgaben der öffentlichen Jugendhilfe zählen zum eigenen Wirkungskreis der Kommunen. Sie ist eine weisungsfreie Pflichtaufgabe der örtlichen Träger. Diese haben einen weiten Gestaltungsspielraum in der Frage, wie sie die Pflichtaufgabe Kinder- und Jugendhilfe konkret in ihrem Zuständigkeitsbereich umsetzen. Insoweit besteht nur eine Rechtsaufsicht über die Kommunalverwaltungen und damit auch über die Jugendämter, die bei den jeweils zuständigen staatlichen Behörden (z. B. bei den Regierungspräsidien oder einem Landesministerium) liegt. Die Dienst- und Fachaufsicht über die Jugendämter liegt, wie bei anderen kommunalen Behörden auch, beim Chef bzw. bei der Chefin der Verwaltung. In den Städten sind dies der (Ober-)Bürgermeister bzw. die (Ober-)Bürgermeisterin, in den Landkreisen der Landrat bzw. die Landrätin. Seit der Föderalismusreform können die Länder die örtlichen Träger durch Landesgesetz bestimmen. Meistens sind das Landkreise und kreisfreie Städte. In NRW haben aber auch häufig große und mittlere kreisangehörige Städte Jugendämter errichtet.
Darüber hinaus unterhalten die Länder die Landesjugendämter. Die Verwaltung untersteht dabei in der Regel einem Ministerium. Das Landesjugendamt ist dabei gegenüber den Jugendämtern weder rechtlich oder fachlich / sachlich weisungsbefugt, verantwortlich oder übt eine Rechtsaufsicht aus.

### Beteiligung der Zivilgesellschaft
Das Jugendamt setzt sich, anders als andere kommunale Behörden, aus zwei Teilen zusammen: aus der Verwaltung des Jugendamtes und aus dem Jugendhilfeausschuss. Diese besondere Konstruktion firmiert unter dem Begriff Zweigliedrigkeit und ist Folge der seit den 1920er-Jahren vertretenen Auffassung, dass ein Amt für Kinder und Jugendliche einer Mitwirkung von außen bedarf. So wird sichergestellt, dass nichtstaatliche Organisationen und die kommunale Fachpolitik in allen Jugendhilfefragen direkte Beteiligungs- und Mitgestaltungsrechte haben.
Der Jugendhilfeausschuss hat die Aufgabe, auf die Probleme von jungen Menschen und Familien zu reagieren, Anregungen und Vorschläge zur Weiterentwicklung der Jugendhilfe aufzunehmen sowie die örtlichen Jugendhilfeangebote zu fördern und zu planen. Ihm gehören Mitglieder des Kreistages bzw. Stadtrates an, in der Jugendhilfe erfahrene Bürger sowie Personen, die von den anerkannten Trägern der freien Jugendhilfe und den Jugendverbänden vorgeschlagen werden.
Die Verwaltung des Jugendamtes führt die Geschäfte der „laufenden Verwaltung“. Sie setzt die Beschlüsse des Kreis- bzw. Stadtrates sowie des Jugendhilfeausschusses um und nimmt die unten beschriebenen Aufgaben wahr.
Auch die Landesjugendämter sind zweigliedrig und bestehen aus Verwaltung und Landesjugendhilfeausschuss. Der Landesjugendhilfeausschuss bildet und kontrolliert sich selbst. Er erarbeitet und verbreitet Grundlagen und Empfehlungen an die Jugendämter.

## Aufgaben des Jugendamtes
Als öffentlicher Jugendhilfeträger ist das Jugendamt für die Erfüllung der in § 2 SGB VIII genannten Aufgaben der Jugendhilfe zuständig. Diese umfassen „Leistungen und andere Aufgaben zugunsten junger Menschen und Familien“. Das Jugendamt hat die Gesamtverantwortung für die Planung, die Steuerung und die Finanzierung der Aufgaben sowie für deren Umsetzung und ist gegenüber den Leistungsberechtigten verantwortlich für die Erfüllung der gesetzlich geregelten Aufgaben der Jugendhilfe. Das Jugendamt als Träger der öffentlichen Jugendhilfe arbeitet mit den Trägern der freien Jugendhilfe unter Achtung der Selbständigkeit der freien Jugendhilfe in Zielsetzung und Durchführung ihrer Aufgaben zusammen. Im Aufgabenbereich der Leistungen der Jugendhilfe soll die öffentliche Jugendhilfe von eigenen Maßnahmen absehen, soweit geeignete Einrichtungen, Dienste und Veranstaltungen von anerkannten Trägern der freien Jugendhilfe betrieben werden oder rechtzeitig geschaffen werden können (Subsidiarität). Das soll die Vielfalt von Trägern unterschiedlicher Wertorientierungen und die Vielfalt von Inhalten, Methoden und Arbeitsformen stärken. Leistungsverpflichtungen richten sich an nur die Träger der öffentlichen Jugendhilfe.
Die „anderen Aufgaben“ der Jugendhilfe werden dagegen grundsätzlich vom Jugendamt selbst wahrgenommen und umfassen die hoheitlichen und für die Verwaltung notwendigen Betätigungen. Eine Aufgabe des Jugendamtes ist es, Kinder und Jugendliche strukturell und im Einzelfall vor Gefahren für ihr Wohl schützen. Dazu gehört u. a. eine Struktur der Kontrolle von Personen und Einrichtungen, die einer Genehmigung durch das Jugendamt bedürfen. Insbesondere Heime und Personen mit Pflegeerlaubnis üben nach einer Inobhutnahme die Betreuung Schutzbefohlener aus. Im Zusammenhang mit Fällen, in denen Kinder von ihren Betreuungspersonen schwer vernachlässigt oder gar getötet wurden, führte der Bundesgesetzgeber den § 8a (Schutzauftrag bei Kindeswohlgefährdung) in das SGB VIII im Jahr 2005 und die Verabschiedung des Bundeskinderschutzgesetzes im Jahr 2011 ein. Der §8a SGB VIII regelt nun verpflichtend die notwendigen Voraussetzungen für die hoheitliche Tätigkeit der Inobhutnahme und somit des Aufenthaltsortes auch gegen den Willen der Kinder und Betreuungspersonen. Sofern die unmittelbare Unterbringung in einer genehmigungspflichtigen Einrichtung oder bei einer Pflegeperson erfolgt, ist dies eine originäre Leistung des Jugendamtes.
Zu den Aufgaben des Jugendamtes gehören auch die Adoptionsvermittlung, deren Rechtsgrundlagen sich aber nicht im SGB VIII, sondern im Adoptionsvermittlungsgesetz finden, die Aufgaben der Jugendhilfe im Strafverfahren nach den Bestimmungen des Jugendgerichtsgesetzes (JGG) sowie Aufgaben nach dem Jugendschutzgesetz.

### Leistungen des Jugendamtes
Leistungen der Jugendhilfe sind soziale Dienstleistungen, die von den Leistungsberechtigten im Rahmen ihres Wunsch- und Wahlrechts (§ 5 SGB VIII) in Anspruch genommen werden können. In diesem Aufgabenbereich wird das Jugendamt als Träger der öffentlichen Jugendhilfe nach dem Grundsatz der Subsidiarität nur tätig, wenn keine geeignete Einrichtungen, Dienste und Veranstaltungen von anerkannten Trägern der freien Jugendhilfe betrieben werden oder rechtzeitig geschaffen werden können. Die Leistungen der Jugendhilfe umfassen allgemeine Förderangebote für junge Menschen und Familien ebenso wie individuelle Leistungen für Kinder, Jugendliche, junge Volljährige und ihre Eltern. Zu dem Leistungsangebot, für das die Jugendämter verantwortlich sind, gehören u. a.
- Förderung von Jugendarbeit (§ 11, § 12),
- Jugendsozialarbeit (§ 13),
- der erzieherische Kinder- und Jugendschutz (§ 14),
- die allgemeine Förderung der Erziehung in der Familie (§ 16),
- Beratungs- und Unterstützungsangebote für Mütter und Väter in besonderen Lebenssituationen (§ 17, § 18),
- die Förderung von Kindern in Tageseinrichtungen und in Tagespflege (§ 22-§ 25),
- Hilfen zur Erziehung wie Erziehungsberatung, Sozialpädagogische Familienhilfe, Vollzeitpflege, Heimerziehung u. a.(§ 27ff).

Mit diesen Angeboten unterstützt das Jugendamt Eltern und Erziehungsberechtigte bei der Erziehung, Betreuung und Bildung von Kindern und Jugendlichen. Konkret bedeutet dies, dass Jugendämter z. B. im Rahmen ihrer Jugendhilfeplanung (§ 80) dafür sorgen, dass
- vor Ort ausreichend Jugendeinrichtungen und Jugendfreizeit- oder Jugendkulturangebote zur Verfügung stehen,
- Unterstützungsangebote für den Übergang von der Schule in den Beruf zur Verfügung stehen,
- Präventionsangebote im Bereich des Jugendschutzes existieren,
- Frühe Hilfen für Familien mit kleinen Kindern und Angebote der Familienbildung vorhanden sind,
- es Beratungsangebote für Familien in Konflikt- und Krisensituationen gibt, die auch bei Fragen des Sorge- und Umgangsrechts unterstützen,
- die Organisation und die Ausgestaltung der Kindertagesbetreuung vor Ort zuverlässig funktioniert. Jugendämter sind verantwortlich für die Gewährleistung des Rechtsanspruchs auf einen Betreuungsplatz ebenso wie für seine qualitätsvolle Umsetzung in den Kindertagesstätten und in der Kindertagespflege,
- Familien die notwendigen und geeigneten Unterstützungsmaßnahmen zur Verfügung stehen, die ihnen bei der Bewältigung von Erziehungsschwierigkeiten helfen. Die Angebote reichen von der Erziehungsberatungsstelle über eine sozialpädagogische Unterstützung in der Familie bis zur Unterbringung eines Kindes in einer Pflegefamilie oder in einem Heim.

Das Jugendamt steht Familien, Kindern und Jugendlichen auch unabhängig von diesem konkreten Leistungsangebot zur Verfügung. Familien und insbesondere auch Kinder und Jugendliche können sich an das Jugendamt wenden, wenn sie Probleme haben oder in Notsituationen sind.

### Andere Aufgaben des Jugendamtes
Die „anderen Aufgaben der Jugendhilfe“ finden sich im Dritten Kapitel des SGB VIII und bilden eine Sammlung verschiedener Aufgabenstellungen. Zu ihnen zählen vor allem zum einen Aufgaben, die der Ausübung des staatlichen Wächteramtes dienen und der der Eingriffsverwaltung sind und Kontrollbefugnisse umfassen. Teilweise finden sich auf Aufgaben, die sich nicht unmittelbar auf die Bürger beziehen. Die anderen Aufgaben der Jugendhilfe nimmt das Jugendamt grundsätzlich selbst wahr. Dazu gehören bezogen auf die Jugendämter u. a. folgende Aufgaben:
- Vorläufige Maßnahmen zum Schutz von Kindern und Jugendlichen (Inobhutnahme) (§ 42 SGB VIII)
  - die vorläufige Inobhutnahme von ausländischen Kindern und Jugendlichen nach unbegleiteter Einreise (§ 42a SGB VIII)
- Den Schutz von Kindern und Jugendlichen in Familienpflege und in Einrichtungen (§§ 43 – 48a SGB VIII)
  - die Erteilung, der Widerruf und die Zurücknahme der Pflegeerlaubnis (§§ 43, 44 SGB VIII),
  - die Erteilung, der Widerruf und die Zurücknahme der Betriebserlaubnis und Auflage für eine Einrichtung (§§ 45 bis 47 SGB VIII),
  - die Tätigkeitsuntersagung (§ 48, 48a SGB V),
- die Mitwirkung durch Beratung der Betroffenen in gerichtlichen Verfahren (§§ 50 – 52 SGB VIII)
  - die Mitwirkung in Verfahren vor dem Familiengericht (§ 50 SGB VIII)
  - die Beratung und Belehrung in Verfahren zur Annahme als Kind (Adoption) (§ 51 SGB VIII)
  - die Mitwirkung in Verfahren nach dem Jugendgerichtsgesetz (§ 52 SGB VIII),
- Beistandschaft, Pflegschaft und Vormundschaft (§§ 52a – 58 SGB VIII)
  - die Beratung und Unterstützung von Müttern bei Vaterschaftsfeststellungen und Geltendmachung von Unterhaltsansprüchen  (§§ 52a SGB VIII)
  - Mitwirkung bei der Auswahl von Pflegern und Vormündern durch das Familiengericht und die Beratung von Vormündern und Pflegern (§53 bis §53a SGB VIII)
  - die Erteilung, der Widerruf und die Zurücknahme der Erlaubnis zur Übernahme von Vereinsvormundschaften (§ 54 SGB VIII)
  - Beistandschaft, Amtspflegschaft und Amtsvormundschaft und Gegenvormundschaft des Jugendamts (§§ 55 bis 57 SGB VIII),
- Sorgeregister und Beurkundungen (§§58 – 60 SGB VIII)
- Erteilung und Widerruf der Pflegeerlaubnis von Tagesmüttern und /-vätern (§43 SGB VIII, § 48 SGB X)

#### Inobhutnahme
Jugendämter dürfen und müssen unter bestimmten Voraussetzungen eine Inobhutnahme von Kindern und Jugendlichen durchführen. Dies ist dann der Fall, wenn das Kind oder der bzw. die Jugendliche darum bitten, in Obhut genommen zu werden oder eine dringende Gefahr für das Wohl des Kindes oder des bzw. der Jugendlichen dies erfordert.
Findet eine Inobhutnahme gegen den Willen der Sorgeberechtigten statt, muss das Jugendamt eine Entscheidung des Familiengerichts einholen, wenn es weiterhin von einer Gefahr für das Kindeswohl ausgeht. Das Familiengericht trifft gemäß den § 1666 und § 1666a BGB geeignete Maßnahmen, um die Gefahr abzuwenden, wenn die Eltern nicht willens oder in der Lage sind, dies selbst zu tun. Maßnahmen, die mit einer Trennung des Kindes von der Familie verbunden sind, gelten nur als zulässig, wenn die Gefahr nicht auf andere Weise wirkungsvoll beseitigt werden kann.
Die Zahl der jährlichen Inobhutnahmen lag 2005 bei rund 25.664 und stieg bis zum Jahr 2016 kontinuierlich, auf 84.230 an. Die Kosten verdoppelten sich in dieser Zeit auf inzwischen neun Milliarden Euro pro Jahr. Angestiegen sind insbesondere die Inobhutnahmen der sehr jungen Kinder unter drei Jahren. Gründe hierfür sind unter anderem die Reaktionen der Öffentlichkeit bei Extremfällen wie Kindstod, die Beschäftigte des Jugendamtes veranlassen, eine jederzeit rechtlich abgesicherte Strategie zu verfolgen. Überwiegend finden sich in den vorläufigen Schutzmaßnahmen aber nach wie vor Jugendliche zwischen 14 und 18 Jahren – immer häufiger auch unbegleitete minderjährige Flüchtlinge. Jedes vierte der Kinder bzw. Jugendlichen, die in Obhut genommen werden, sucht selbst um Hilfe nach.
Nähere Informationen zum Verfahren der Inobhutnahme siehe Aufgaben des Jugendamts bei Gefährdung des Wohls von Kindern und Jugendlichen.

#### Mitwirkung im gerichtlichen Verfahren
Das Jugendamt unterstützt das Familiengericht bei allen Maßnahmen, die u. a. das Sorgerecht und das Umgangsrecht betreffen, durch Schaffen, Vorhalten und Anbieten von Leistungen für Eltern u. Kinder, damit die gemeinsame elterliche Verantwortung weitergelebt werden kann. Das Gericht hat in Verfahren, die die Person des Kindes betreffen, das Jugendamt anzuhören wodurch es ausdrücklich nicht am Verfahren beteiligt wird (§7 Abs. 6 FamFG). In allen anderen familiengerichtlichen Verfahren wird es nur beteiligt, wenn das Jugendamt dies beantragt um den Eltern u. Kindern Leistung passgenauer anbieten zu können. Das Jugendamt ist jedoch seit dem 1. Januar 2013 in Fällen von Verfahren wegen V.a. Kindeswohlgefährdung auch in Verfahren der Eltern von Amts wegen an dem Verfahren zu beteiligen, um verbindlich über die angebotene und erbrachte Leistung Nachweis zu erbringen. Trotzdem ist das Jugendamt in annähernd jeder Sitzung des Gerichts anwesend und wird ohne Bescheid oder Beschluss als Beteiligter in den Gerichtsakten geführt. Dies hat zur Folge, dass Gerichtsaktenteile mit Intimdaten der Familie aus einem nichtöffentlichen Verfahren an das Jugendamt gesendet werden, ohne dass die Betroffenen zunächst davon erfahren und sich über den Prozesstand des Jugendamtes im Klaren sind. Von einer klarstellende Formulierung im FamFG für die Familiengerichte sah die Bundesregierung 2020 ab. Der im gleichen Jahr publizierte Referentenentwurf zur Anpassung des SGB VIII sieht hingegen eine weitere Präzisierung der Fallgruppen und des Inhaltes der Anhörung, und somit die Grenzen einer Teilhabe, vor und fand 2021 den Weg ins Gesetz. Dem Jugendamt sind nur Entscheidungen, nicht aber die Beschlussbegründungen, des Gerichts bekannt zu machen, zu denen es zu hören war, damit es das Sorgeregister führen kann. Gegen die Beschlüsse steht dem Jugendamt ein eigenes Beschwerderecht zu.
Für das Jugendstrafverfahren ist eine Beteiligung durch die Jugendhilfe im Strafverfahren, bekannt als Jugendgerichtshilfe (JGH), die eine beratende Funktion für die Betroffenen sowie auch für die Gerichte hat vorgeschrieben.

#### Beistandschaft, Pflegschaft und Vormundschaft
Das Jugendamt kann auch zum Vormund oder Pfleger eines Minderjährigen bestellt werden (Amtsvormundschaft, Amtspflegschaft) und ist dann gesetzlicher Vertreter des Minderjährigen.
Zur Unterstützung bei der Vaterschaftsfeststellung und der Unterhaltsverpflichtung wird das Jugendamt auf Antrag des sorgeberechtigten Elternteils als Beistand tätig. Urkundspersonen des Jugendamtes beurkunden Vaterschaftsanerkennungen, Unterhaltsverpflichtungen und Sorgeerklärungen.

### Das Wächteramt der Jugendhilfe
Der Schutzauftrag der Jugendhilfe leitet sich aus dem Grundgesetz ab. Art. 6 Abs. 2 GG besagt, dass primär die Eltern für die Erziehung und den Schutz ihrer Kinder verantwortlich sind. Der öffentlichen Jugendhilfe kommt - im Gegensatz zu Elternhaus und Schule (Artikel 7 GG) - kein eigenständiger Erziehungsauftrag zu. Wenn aber Eltern Gefahren für ihre Kinder nicht abwenden, obliegt die Wahrnehmung des Wächteramtes der Jugendhilfe dem Jugendamt in einer Verantwortungsgemeinschaft mit den Familiengerichten.
Der konkretere Schutzauftrag des Jugendamtes ergibt sich aus dem einfachgesetzlichen Auftrag, Kinder und Jugendliche vor Gefahren für ihr Wohl zu schützen. Die Regelungen zur Abschätzung des Gefährdungsrisikos finden sich in § 8a SGB VIII.

#### Aufgaben des Jugendamts bei Gefährdung des Wohls von Kindern und Jugendlichen
Die Aufgaben des Kinderschutzes sind in der Regel in den Allgemeinen Sozialen Diensten (ASD) der Jugendämter, auch Bezirkssozialdienste oder Kommunale Sozialdienste genannt, verortet. Werden dem Jugendamt gewichtige Anhaltspunkte für eine Kindeswohlgefährdung bekannt, so haben die Fachkräfte des ASD die Pflicht, diesen nachzugehen. Gewichtige Anhaltspunkte können Mängel in der physischen, emotionalen, pflegerischen Versorgung sein. Hierzu gehören nicht plausibel erklärbare Verletzungen des Kindes oder Jugendlichen, unzureichende Ernährung, fehlende ärztliche Versorgung, Gewalttätigkeiten in der Familie, psychische Erkrankungen der Eltern oder eine desolate Wohnsituation.
Die Fachkräfte des ASD müssen nach Bekanntwerden von gewichtigen Anhaltspunkten einer Kindeswohlgefährdung mit den Erziehungsberechtigten (in den meisten Fällen sind das die Eltern) und den Kindern oder Jugendlichen die Situation besprechen und die Gefährdung einschätzen. Von einer Einbeziehung der Familie ist nur abzusehen, wenn dadurch der wirksame Schutz der Kinder oder Jugendlichen in Frage gestellt wird.
Sind Eltern bereit, Gefahren für das Wohl des Kindes abzuwenden und hierfür eine Hilfe zur Erziehung in Anspruch zu nehmen, hat das Jugendamt die Aufgabe, mit den Eltern im Rahmen eines Hilfeplanverfahrens eine geeignete Hilfe einzurichten. Die Eltern stellen hierzu einen Antrag auf Hilfe zur Erziehung. Hierbei sollte auch genau definiert werden, welche Maßnahmen zum Schutz des Kindes getroffen werden (Schutzplan) und wie diese Maßnahmen kontrolliert werden.
Sind Eltern nicht in der Lage oder weigern sie sich, notwendige Hilfe in Anspruch zu nehmen und bei der Gefahrenabwehr mitzuwirken, hat das Jugendamt die Pflicht, das Familiengericht einzuschalten. In akuten Gefährdungssituationen ist das Jugendamt verpflichtet, das Kind oder den bzw. die Jugendliche in Obhut zu nehmen.
Das Risiko und die Gefahr für das Wohl eines Kindes zutreffend einzuschätzen, ist eine große Herausforderung, da sie in der Regel in komplexen und oft unübersichtlichen familiären Situationen zu treffen ist. Deswegen hat der Gesetzgeber bestimmt, dass die Gefährdungseinschätzung im Zusammenwirken mehrerer Fachkräfte zu erfolgen hat. Helfen können dabei verschiedene Diagnoseinstrumente wie z. B. Kinderschutzbögen, die eine systematische Einschätzung der Situation ermöglichen. Abschließend ist zu entscheiden, ob die Eltern mit entsprechenden Unterstützungsleistungen bereit und in der Lage sind, das Kindeswohl (wieder) zu sichern oder ob hier andere Maßnahmen, wie die Anrufung des Familiengerichts und eine Herausnahme der Kinder oder Jugendlichen aus der Familie ergriffen werden müssen.
Die Ausgaben für Kinderschutz und der Anteil der Gefährdungseinschätzungen pro Jahr sind in den deutschen Bundesländern sehr unterschiedlich. Während in Niedersachsen fünf derartige Verfahren auf tausend unter 18-Jährige und Jahr durchgeführt wurden, lag deren Zahl in Bremen bei 23; im Bund sind es rund 120.000 derartige Verfahren pro Jahr. Und während in Bayern und Baden-Württemberg rund 300 Euro aufgewendet werden, liegen die Kosten in Bremen bei fast 1200 Euro je Jahr und unter 18-Jährigem.

#### Kooperation mit anderen Trägern
Neben der einzelfallbezogenen Aufgabe im Kinderschutz hat das Jugendamt außerdem die Gesamtverantwortung dafür, dass die Aufgaben des Kinder- und Jugendhilfegesetzes erfüllt werden. Dies bedeutet in erster Linie, dass das Jugendamt mit freien Trägern der Kinder- und Jugendhilfe Vereinbarungen abzuschließen hat. Diese Vereinbarungen sollen sicherstellen, dass die Fachkräfte des freien Trägers der Kinder- und Jugendhilfe den Schutzauftrag ebenfalls wahrnehmen und auf die Inanspruchnahme notwendiger Hilfen hinwirken. Die Fachkräfte der Träger der freien Jugendhilfe haben dabei Anspruch auf Beratung durch eine insoweit erfahrene Fachkraft. Wenn keine andere Möglichkeit der Gefährdungsabwendung besteht, sind die Fachkräfte der freien Träger berechtigt, das Jugendamt einzuschalten. Darüber hinaus haben alle Personen, die beruflich Kontakt zu Kindern und Jugendlichen haben, also z. B. Ärzte oder Lehrer Anspruch auf Beratung durch eine insoweit erfahrene Fachkraft.
Darüber hinaus hat das Jugendamt seit Inkrafttreten des Bundeskinderschutzgesetzes zum 1. Januar 2012 die Aufgabe, verbindliche Kooperationsstrukturen im Kinderschutz, sog. Netzwerke (Frühe Hilfen), zwischen Institutionen und Fachkräften, die beruflich mit Familien und Kindern und Jugendlichen arbeiten, auf- und auszubauen. Die in den Netzwerken tätigen Fachkräfte sollen sich gegenseitig über ihre Angebote und Leistungen informieren und ihre Verfahren im Kinderschutz aufeinander abstimmen. Sie haben zudem die Aufgabe, niedrigschwellige Angebote für Eltern zu entwickeln und aufeinander abzustimmen (Frühe Hilfen), mit denen die Eltern frühzeitig und rechtzeitig unterstützt werden.
In Kooperationsvereinbarungen (Modelle) regeln Jugendämter die Zusammenarbeit und Informationsaustausch mit den Familiengerichten, Verfahrensbeiständen und Sachverständigen bei Kindschaftssachen. Die an den Gerichten etablierten Modelle entwickeln an „Runden Tischen“ individuelle Leitfäden und Sonderleitfäden für ihre Zusammenarbeit.

## Kritik an der Institution „Jugendamt“
In der Kritik an der Institution werden insbesondere die oftmals zu knappe Personalausstattung und die Professionalität der Mitarbeiter der Allgemeinen Sozialen Dienste in Frage gestellt.
Einerseits wird der Anspruch an das Jugendamt herangetragen, dass es Ausfallbürge für Versorgungsdefizite der aktuellen Gesellschaftspolitik sein soll, andererseits wird es aber gerne als Projektionsfläche genau dafür genutzt. Das Jugendamt ist „Projektionsfläche für den kostenfreien Volkszorn“. Dies wird daran deutlich, dass aus Einzelfällen kontinuierlich eine Pauschalkritik gegen das Jugendamt abgeleitet wird. So wird zum Beispiel der Einzelfall eines Jugendamtes in den 1960er Jahren als Beweis für „Zwangsadoptionen“ in der Bundesrepublik Deutschland bis 1970 angeführt.
Beispiel: Im Zusammenhang mit den Wormser Prozessen geriet das Wormser Jugendamt in die Kritik, weil es trotz Freispruchs aller Angeklagten vom Vorwurf des Kindesmissbrauchs „wegen erwiesener Unschuld“ 1997 die sofortige Rückkehr der in Kinderheimen untergebrachten betroffenen Kinder zu ihren Eltern verweigerte und im Falle der sechs Kinder im Ramsener Heim „Spatzennest“ jeglichen Kontakt unterband.
Der Petitionsausschuss des Europaparlaments hat zahlreiche Petitionen gegen die Institution „Jugendamt“ aus dem Jahre 2006, 2007 und 2008 für zulässig erklärt und behandelt das Thema anhand beispielhafter Fälle mit Anhörungen. Dabei wurden auch generell das Verhalten der Bundesrepublik in den Fällen, in denen Beschwerde zum Europäischen Gerichtshof für Menschenrechte eingelegt worden ist (Familie H. Münster/Steinfurt (2. Klage abgelehnt), Sorgerechtsfall Kazim Görgülü, Sahin, Sommerfeld u. a.) angesprochen. Der Petitionsausschuss behandelte u. a. 12 Petitionen auf der Bearbeitungsliste und in seiner Tagesagenda.
Gegenstand dieser Petitionen sind insbesondere spezifische Fallgruppen, in denen 1. nicht-deutsche Elternteile beim begleiteten Umgang mit ihren Kindern nach Scheidung einer bi-nationalen Ehe eine Diskriminierung aus Gründen der Nationalität, Herkunft oder Sprache geltend machen, sowie 2. Eltern in bestehenden Ehen, die die vorschnelle Inobhutnahme ihrer Kinder wegen einer vermeintlichen Gefährdung des Kindeswohls kritisieren, neben 3. ledigen, leiblichen und rechtlichen Vätern, die nach einer im Mai 2013 außer Kraft getretenen Bestimmung des Bürgerlichen Gesetzbuches in Deutschland (§ 1626a Absatz 3 BGB) ihres Status und Geschlechts wegen systematisch diskriminiere und benachteilige, indem es bestimmt, dass ihnen ein Sorgerecht vorenthalten bleibt zugunsten von Müttern, die die elterliche Sorge zum Schutz des Kindeswohls regelmäßig alleine haben (s. a. Gleichstellung „nichtehelicher“ Kinder gem. Artikel 6 Absatz 5 GG). Eine systematische Unterbindung des ungestörten Umgangs der Eltern mit ihren Kindern (sogenannter „Kinderklau“) verstößt nach der Rechtsprechung des Europäischen Gerichtshofs für Menschenrechte gegen Artikel 8 (Recht auf Achtung des Privat- und Familienlebens) der Europäischen Menschenrechtskonvention. Am 29. November 2018 hat das Europäische Parlament einen Beschluss zum Problem des Jugendamtes angenommen(P8-TA(2018)0476). Dieser Beschluss geht wie immer aus einem Kompromiss hervor, fordert aber deutlich die Europäische Kommission dazu auf, der deutschen Willkür ein Ende zu setzen, vor allem wegen „sämtlicher Fälle von mutmaßlicher Diskriminierung nichtdeutscher Elternteile durch das Jugendamt […]“. Das Parlament „kritisiert nachdrücklich, dass keine statistischen Daten über die Zahl der Fälle in Deutschland vorliegen, in denen die Rechtsprechung nicht den Empfehlungen des Jugendamtes entsprach, sowie über die Ergebnisse von Familienstreitigkeiten, an denen Kinder binationaler Paare beteiligt waren, obwohl seit vielen Jahren wiederholt gefordert wird, dass solche Daten erhoben und öffentlich zugänglich gemacht werden sollten.“ Deutschland wird an seine internationalen Verpflichtungen erinnert. Seit der Annahme dieses Beschlusses hat sich in Deutschland allerdings nichts geändert.
Die Präsidentin der Konferenz der Nicht-Regierung-Organisationen (NGO) des Europarates, Annelise Oeschger, überreichte zu den Jugendamtspetitionen beim Europaparlament im November 2007 die Bamberger Erklärung, in der das Verhalten deutscher Jugendämter sowie die auch aufgrund kommunaler Selbstverwaltung mangelhafte sachliche, fachliche und rechtliche Kontrolle der Jugendämter und daraus resultierende Verletzungen der Europäischen Menschenrechtskonvention (EMRK) ebenfalls kritisiert werden. Teilweise enthielten diese Beschwerden aber auch falsche Annahmen über die rechtsaufsichtlichen Kontrollmöglichkeiten und die Möglichkeiten der verwaltungsgerichtlichen Überprüfung von Jugendamtsentscheidungen.
Umstritten sind erlebnispädagogisch orientierte Auslandsmaßnahmen. wie sie durch das Format Teenager außer Kontrolle – Letzter Ausweg Wilder Westen auf RTL polemisch dargestellt werden. In der Praxis konzipieren Jugendamt und freie Jugendhilfeträger basierend auf den Ergebnissen von Hilfeplangesprächen mit dem Minderjährigen und seinen Angehörigen nur in seltenen Fällen Auslandsmaßnahmen. Die Auslandsprojekte können gerade für Jugendliche, die vielfach Beziehungsabbrüche und Erfahrungen des Scheiterns gemacht haben, Rahmenbedingungen für einen gelingenden Aufbau einer belastbaren emotionalen Beziehung zwischen Betreuenden und Jugendlichen bieten und tragen damit u. a. zu formal besseren Bildungsabschlüssen bei. Noch zu selten ist bei dieser Hilfeform gewährleistet, dass sich die fallverantwortlichen Jugendämter auch persönlich ein Bild von der Arbeit vor Ort machen können, dass die Jugendlichen die Möglichkeit haben, die Betreuenden vorab kennenzulernen und schon vor Hilfebeginn auch die Rückkehr systematisch geplant wird.
Von den ca. 560 Jugendämter in der Bundesrepublik sind (Stand 2025) viele permanent überlastet, was unter anderem am Mangel an Mitarbeitenden und an der hohen Zahl von Kindeswohlgefährdungen liegt.